# Velika nagrada San Marina 2000
Velika nagrada San Marina 2000 je bila tretja dirka Svetovnega prvenstva Formule 1 v sezoni 2000. Odvijala se je 9. aprila 2000.

## Rezultati

### Kvalifikacije
| Poz | Št | Dirkač                | Konstruktor        | Čas      | Zaostanek |
| --- | -- | --------------------- | ------------------ | -------- | --------- |
| 1   | 1  | Mika Häkkinen         | McLaren-Mercedes   | 1:24,714 |           |
| 2   | 3  | Michael Schumacher    | Ferrari            | 1:24,805 | +0,091    |
| 3   | 2  | David Coulthard       | McLaren-Mercedes   | 1:25,014 | +0,300    |
| 4   | 4  | Rubens Barrichello    | Ferrari            | 1:25,871 | +1,157    |
| 5   | 9  | Ralf Schumacher       | Williams-BMW       | 1:25,871 | +1,157    |
| 6   | 5  | Heinz-Harald Frentzen | Jordan-Mugen-Honda | 1:25,892 | +1,178    |
| 7   | 7  | Eddie Irvine          | Jaguar-Cosworth    | 1:25,929 | +1,215    |
| 8   | 6  | Jarno Trulli          | Jordan-Mugen-Honda | 1:26,002 | +1,288    |
| 9   | 22 | Jacques Villeneuve    | BAR-Honda          | 1:26,124 | +1,410    |
| 10  | 16 | Pedro Diniz           | Sauber-Petronas    | 1:26,238 | +1,524    |
| 11  | 12 | Alexander Wurz        | Benetton-Playlife  | 1:26,281 | +1,567    |
| 12  | 17 | Mika Salo             | Sauber-Petronas    | 1:26,336 | +1,622    |
| 13  | 18 | Pedro de la Rosa      | Arrows-Supertec    | 1:26,349 | +1,635    |
| 14  | 23 | Ricardo Zonta         | BAR-Honda          | 1:26,814 | +2,100    |
| 15  | 14 | Jean Alesi            | Prost-Peugeot      | 1:26,824 | +2,110    |
| 16  | 19 | Jos Verstappen        | Arrows-Supertec    | 1:26,845 | +2,131    |
| 17  | 8  | Johnny Herbert        | Jaguar-Cosworth    | 1:27,051 | +2,337    |
| 18  | 10 | Jenson Button         | Williams-BMW       | 1:27,135 | +2,421    |
| 19  | 11 | Giancarlo Fisichella  | Benetton-Playlife  | 1:27,253 | +2,539    |
| 20  | 21 | Gastón Mazzacane      | Minardi-Fondmetal  | 1:28,161 | +3,447    |
| 21  | 20 | Marc Gené             | Minardi-Fondmetal  | 1:28,333 | +3,619    |
| 22  | 15 | Nick Heidfeld         | Prost-Peugeot      | 1:28,361 | +3,647    |

### Dirka
| Poz | Št | Dirkač                | Konstruktor        | Krogi | Čas/Odstop  | Št. m. | Toč |
| --- | -- | --------------------- | ------------------ | ----- | ----------- | ------ | --- |
| 1   | 3  | Michael Schumacher    | Ferrari            | 62    | 1:31:39,776 | 2      | 10  |
| 2   | 1  | Mika Häkkinen         | McLaren-Mercedes   | 62    | + 1,168 s   | 1      | 6   |
| 3   | 2  | David Coulthard       | McLaren-Mercedes   | 62    | + 51,008 s  | 3      | 4   |
| 4   | 4  | Rubens Barrichello    | Ferrari            | 62    | + 1:29,276  | 4      | 3   |
| 5   | 22 | Jacques Villeneuve    | BAR-Honda          | 61    | +1 krog     | 9      | 2   |
| 6   | 17 | Mika Salo             | Sauber-Petronas    | 61    | +1 krog     | 12     | 1   |
| 7   | 7  | Eddie Irvine          | Jaguar-Cosworth    | 61    | +1 krog     | 7      |     |
| 8   | 16 | Pedro Diniz           | Sauber-Petronas    | 61    | +1 krog     | 10     |     |
| 9   | 12 | Alexander Wurz        | Benetton-Playlife  | 61    | +1 krog     | 11     |     |
| 10  | 8  | Johnny Herbert        | Jaguar-Cosworth    | 61    | +1 krog     | 17     |     |
| 11  | 11 | Giancarlo Fisichella  | Benetton-Playlife  | 61    | +1 krog     | 19     |     |
| 12  | 23 | Ricardo Zonta         | BAR-Honda          | 61    | +1 krog     | 14     |     |
| 13  | 21 | Gastón Mazzacane      | Minardi-Fondmetal  | 60    | +2 kroga    | 20     |     |
| 14  | 19 | Jos Verstappen        | Arrows-Supertec    | 59    | +3 krogi    | 16     |     |
| 15  | 6  | Jarno Trulli          | Jordan-Mugen-Honda | 58    | Menjalnik   | 8      |     |
| Ods | 18 | Pedro de la Rosa      | Arrows-Supertec    | 49    | Zavrten     | 13     |     |
| Ods | 9  | Ralf Schumacher       | Williams-BMW       | 45    | Brez goriva | 5      |     |
| Ods | 14 | Jean Alesi            | Prost-Peugeot      | 25    | Hidravlika  | 15     |     |
| Ods | 15 | Nick Heidfeld         | Prost-Peugeot      | 22    | Hidravlika  | 22     |     |
| Ods | 10 | Jenson Button         | Williams-BMW       | 5     | Motor       | 18     |     |
| Ods | 20 | Marc Gené             | Minardi-Fondmetal  | 5     | Zavrten     | 21     |     |
| Ods | 5  | Heinz-Harald Frentzen | Jordan-Mugen-Honda | 4     | Menjalnik   | 6      |     |